# Familia Marvel
La Familia Marvel, también conocidos como la Familia Shazam, es un grupo de superhéroes que aparecieron originalmente en libros publicados por Fawcett Comics y que más tarde fueron adquiridos por DC Comics. Creado en 1942 por el escritor Otto Binder y el artista Marc Swayze, el equipo fue creado como una extensión de la franquicia Capitán Marvel de Fawcett, e incluyó a la hermana de Marvel, Mary Marvel, su amigo el Capitán Marvel Jr. y, en varias ocasiones, una serie de otros personajes.
Debido a Marvel Comics posee los derechos de propiedad del nombre del Capitán Marvel, durante el período intermedio entre la desaparición de los cómics Capitán Marvel de Fawcett Comics en 1953 y el resurgimiento de DC en 1972, DC Comics hoy no puede promocionar y comercializar sus propiedades de Capitán Marvel / Familia Marvel bajo esos nombres desde 1972, DC ha usado la marca Shazam! por sus títulos de cómics con los personajes de la Familia Marvel, y el nombre con el que comercializan y promueven a los personajes. Cuando se refieren a la Familia Marvel en portadas de cómics o diversas mercancías, son por esta necesidad legal llamada "Familia Shazam". 
En 2012, DC cambió oficialmente el nombre del Capitán Marvel a Shazam, haciendo de la Familia Shazam. El nombre del asociado del superhéroe. En la continuidad actual, la Familia Shazam comprende los super alter ego de Billy Batson (el alter ego de Shazam / Capitán Marvel) y sus hermanos adoptivos: Mary Bromfield (antes Mary Marvel), Freddy Freeman (antes Captain Marvel Jr.), Darla Dudley, Pedro Peña y Eugene Choi.
La Familia Shazam llega a la película del Universo  Extendido de DC para Shazam!, publicado en 2019 por New Line Cinema y Warner Bros., y ellos están listos para seguir una secuela de 2023 para Shazam! Fury of the Gods.

## Historia de la publicación
La familia de Marvel se cree que en 1942, después de las introducción de los socios Capitán Marvel de los Tenientes Marvels (The Lietenant Marvels) (Whiz Comics # 21, septiembre de 1941), el Capitán Marvel, Jr. (Whiz Comics N º 25, diciembre de 1941) y Mary Marvel (Captain Marvel Adventures #18 , diciembre de 1942). Con las adiciones de Junior y Mary a sus aventuras, el Capitán Marvel se convirtió en el primer superhéroe en tener un equipo de ayudantes, que comparten sus poderes, habilidades y apariencia, un concepto más tarde adaptado a héroes tales como Superman y Aquaman, entre otros.
Los miembros de la Familia Marvel aparecen tanto por separado como juntos en muchas de la series de cómics de Fawcett, incluyendo Whiz Comics, Wow Comics, Masters Comics, Captain Marvel Adventures, Captain Marvel Jr., Mary Marvel, y The Marvel Family. A finales de la década de los 40´s, los cómics de la Familia Marvel estaban entre los más populares en la industria, y la Familia Marvel se había ampliado para incluir tanto a los personajes sin superpoderes (el tío Marvel y pecas Marvel) e incluso animales (Hoppy, el Conejo Maravilla). A 1953, todos estos libros había dejado de publicarse, debido a la demanda de la editorial de Superman DC Comics en contra de Fawcett.
En 1972, DC licenció los derechos de los personajes de la familia Marvel, y comenzó a publicar en una serie cómica titulada Shazam!. Fawcett vendió a DC Comics los derechos a los personajes en 1980, momento en que Shazam! había sido cancelada, y los Marvel habían sido relegados a la función de apoyo en World's Finest Comics, y, más tarde, Adventure Comics. DC retrocontinuó al Capitán Marvel en 1986 con la miniserie Leyendas, en la que se lo establece como un héroe solitario sin un equipo. El Escritor / Artista Jerry Ordway resucita la Familia Marvel en 1995 con su serie el Power of Shazam!, que se define el equipo solamente por el Capitán Marvel, Mary Marvel y el Capitán Marvel, Jr. Después de varios intentos de reactivación de la Shazam! franquicia a mediados de la década del 2000, la Familia Marvel fue temporalmente disuelta por los escritores Geoff Johns y Jerry Ordway en la Sociedad de la Justicia de América (tercera serie) # 25, con solo el Capitán Marvel Jr., ahora conocido como Shazam, manteniendo sus poderes, pero de otra fuente. DC Comics ha anunciado sus planes para relanzar la Shazam! la franquicia en 2010.En el ínterin, el Capitán Marvel y Mary Marvel continúan apareciendo en Billy Batson y la magia de Shazam!, Una serie para todas las edades de cómics publicados en la juventud DC orientadas Johnny línea DC.

## Miembros de la familia Marvel

### Miembros Primarios

#### Billy Batson (Capitán Marvel / Shazam)
El "mortal más poderoso del mundo", el Capitán Marvel es el alter ego superpoderoso de Billy Batson, un niño huérfano que pronuncia el nombre del mago Shazam para convertirse en un superhéroe adulto. Billy tiene los poderes de Salomón (sabiduría), Hércules (fuerza), Atlas (resistencia), Zeus (poder), Aquiles (valor) y Mercurio (velocidad); y sirvió como el campeón y heraldo del mago Shazam. 
En los cómics de la Edad de Oro y la Edad del Bronce, Billy decidió compartir sus poderes con su hermana Mary y su amigo Freddy Freeman, creando la Familia Marvel. Fuera de la familia Marvel, el Capitán Marvel se desempeñó brevemente como miembro tanto de la Liga de la Justicia Internacional como de la Sociedad de la Justicia de América.
Después del reinicio de 2011 The New 52 de Shazam!, los personajes de Geoff Johns y Gary Frank, Billy Batson es un niño adoptivo con problemas que ha heredado el nombre, los poderes y el puesto en el consejo de magia del mago Shazam. Convertirse en un héroe inspiró al inicialmente temerario y distante Billy a evolucionar hasta convertirse en un noble héroe y líder que abraza a su nueva familia adoptiva. Como Shazam, Billy tiene poderes y una apariencia de uniforme rojo similar a la versión tradicional del Capitán Marvel con la capacidad adicional de ejercer magia a través del "relámpago viviente" que le da poder.

#### Mary Bromfield (Mary Marvel / Lady Shazam)
En el tradicional de la historia de Shazam!, Mary es la hermana gemela perdida de Billy, Mary Batson (adoptada como Mary Bromfield), quien descubrió que podía decir la palabra mágica "¡Shazam!" y convertirse en un Marvel también. Durante la Edad de Oro de Mary Marvel siguió siendo una adolescente en forma de superhéroe, mientras que en la versión moderna se transforma en un adulto como su hermano. Durante la Edad de Oro, Mary Marvel tenía un conjunto diferente de patrones del Capitán Marvel que contribuyó a sus poderes. Eran Selene (gracia), Hipólita (fuerza), Ariadna (habilidad), Zephyrus (rapidez), Aurora (belleza) y Minerva (sabiduría).
Durante las series limitadas de 2007 y 2008, Cuenta atrás para la crisis final y la Crisis final, Mary Marvel perdió sus poderes y ganó los poderes de la familia Marvel del enemigo Black Adam. Ella se convirtió temporalmente en una villana que trabaja para Darkseid y es poseída por el Nuevo Dios Desaad.
En la continuidad actual de DC Comics a partir de 2012, Mary Bromfield es la hermana adoptiva de Billy Batson, se ha escapado de un hogar abusivo desde una edad temprana y se la ha colocado en la casa de Vásquez. Ella comparte el secreto de Billy, y diciendo "¡Shazam!" ella puede obtener una forma superpoderada similar a la tradicional Mary Marvel en un uniforme rojo.

#### Freddy Freeman (Capitán Marvel Jr./Shazam Jr.)
Tanto en la versión de la Edad de Oro como en la de la década de 1990 de la Familia Marvel, el amigo y compañero de clase de Billy, Freddy Freeman, fue atacado y dejado discapacitado por el supervillano Capitán Nazi, y se le dio el poder de convertirse en un Marvel para salvar su vida. Siempre que pronunció el nombre del Capitán Marvel, Freddy se convierte en una versión adolescente del Capitán Marvel. Esto creó el extraño problema de que no podía identificarse sin volver a su forma normal.
A mediados de la década de 1990, el personaje de Freddy pasó por el alias CM3 (abreviatura de "Capitán Marvel Tres", "CM1" Billy ser y "CM2" ser Mary) para que pueda identificarse sin transformarse. Fue miembro de los Jóvenes Titanes durante la década de 1990 y luego de los Outsiders a principios de los años 2000. En 2006-2008 Las Pruebas de Shazam!, la miniserie presentó a Freddy ganando los poderes del Capitán Marvel como Shazam, mientras que Billy se hizo cargo del mago muerto Shazam como Marvel.
En la continuidad actual de DC Comics a partir de 2012, Freddy Freeman (ahora un adolescente rubio en lugar del joven de pelo negro tradicional, aunque todavía está físicamente discapacitado) es el hermano adoptivo de Billy Batson, un carterista y tramposo cuyos padres están en prisión. Él comparte el secreto de Billy y al decir "¡Shazam!" Puede obtener una forma similar a una versión para adultos del tradicional Capitán Marvel, Jr con un uniforme azul.

#### Eugene Choi (Shazam Thunder)
Eugene Choi es el hermano adoptivo de Billy Batson, un adolescente inteligente y estudioso de su edad de ascendencia asiática que ama la tecnología y los videojuegos. La afición a los libros de Eugene se ve compensada por una naturaleza competitiva e impulsiva que a veces le causa problemas a él y a los demás. Introducido en la miniserie de Flashpoint, Eugene puede compartir el poder de Billy diciendo "¡Shazam!" y convertirse en un adulto de Shazam con su propio uniforme gris plateado.
Además del conjunto de poderes estándar de Shazam, Eugene tiene el poder adicional de la tecnopatía, que le permite hablar y controlar máquinas y tecnología.

#### Pedro Peña (Shazam Strong)
Pedro Peña es el hermano adoptivo de Billy Batson, un adolescente de ascendencia mexicana con sobrepeso y tímido que tiene aproximadamente la edad de Billy. Introducido en la miniserie de Flashpoint, Pedro puede compartir el poder de Billy diciendo "¡Shazam!" y convertirse en una versión adulta de sí mismo impulsada por Shazam con un uniforme verde. La forma adulta de Pedro, que se asemeja a un levantador de pesas alto y barbudo, es un marcado contraste con su inseguridad y timidez personales. Si bien los cómics aún tienen que hacer tal distinción, la película de acción en vivo de 2019 ¡Shazam! implica que Pedro es gay o asexual y luego si fue confirmado en ¡Shazam! La furia de los dioses por el guionista Henry Gayden.
En forma sobrehumana, Pedro tiene cantidades extra de superfuerza en comparación con el resto de la familia Shazam, ganando la fuerza de Hércules.

#### Darla Dudley (Shazam Lightning)
Darla Dudley es la hermana adoptiva de Billy Batson, una tierna preadolescente afroamericana que fue abandonada por sus padres y adoptada por los padres adoptivos de Billy, los Vásquez. A pesar de sus dificultades al crecer, Darla es muy abiertamente afectuosa y amorosa hacia su familia de acogida y prácticamente cualquier persona que conoce. Presentada en la miniserie Flashpoint (cuando era una adolescente de la misma edad que los otros niños), Darla puede compartir el poder de Billy diciendo "¡Shazam!".
Lleva un uniforme morado y sus habilidades de velocidad se amplifican, haciéndola más rápida que los demás. Tampoco puede guardar secretos, lo que resultó bastante difícil de superar.

### Miembros Pasados
- The Lieutenant Marvels: otros tres chicos llamados "Billy Batson" (apodo de "Tall Billy", "Fat Billy" y "Hill Billy" - y la segunda porque era de la región de los Apalaches - para diferenciarse de "Real Billy", el capitán de Marvel), que se enteró de que, debido a que también se llama Billy Batson, que podría basarse en el poder de Shazam. Se comprometieron solamente a utilizar su poder si se le pregunta por el Capitán Marvel, y solo si los tres fueron a decir la palabra mágica, "SHAZAM!", Al unísono. Ellos no han aparecido en las historias de Marvel Familia desde Crisis en Tierras Infinitas, en 1985, a excepción de una escena en las pruebas de Shazam! # 2 en el que apareció brevemente, solo para perder sus poderes.

- Hoppy, el Conejo Marvel: un spin-off de carácter general, se limitan a su propia serie, el conejo rosa divertida versión de los animales del Capitán Marvel asistido periódicamente las maravillas humanos en sus aventuras.

### Otros miembros
Estos miembros de la Familia Marvel aparecen en historias en el futuro.
- Tormenta:  la estrella de The Power of Shazam! Anual 1996, Tormenta es el súper poderoso alter ego de una joven del planeta Binderaan, alrededor de 9000 dC (cuando se encuentra en el siglo 30, exclama que está 6000 años en el pasado), llamada CeCe Beck (o Beck, para abreviar). El anciano Capitán Marvel sirve como mentor de la muchacha de la misma manera que Shazam sirvió como su mentor. Cada vez que Beck pronuncia las palabras mágicas "Capitán Marvel", ella se transforma en Tormenta, una superheroína adulta. Después de haberse perdido en el flujo de tiempo, Tormenta brevemente se unió a la Legión de Superhéroes del siglo 30. Los nombres "CeCe Beck" y "Binderaan" son un tributo a la artista original y al escritor más prolífico del Capitán Marvel de Fawcett Publications, C.C. Beck y Otto Binder.

- Tanist: un varón adolescente de Marvel que apareció en The Power of Shazam! # 1000000 (noviembre de 1998, parte del evento de un millón de DC). Un residente discapacitado del planeta Mercurio en el siglo 853, el joven Tanist y su madre, encuentran algo que ellos piensan que les hará ricos, solo para que lo robado por un reclamo más ricos-puente. Su madre muere y Tanist paralizado encuentra que ha descubierto un pasaje a la Roca de la Eternidad, donde conoce al anciano Capitán Marvel que otorga superpoderes al niño para salvar su vida como lo había hecho por Freddy Freeman / Captain Marvel, Jr.

## Miembros de la Familia Black Marvel
La Familia Black Marvel, una variante del concepto de Familia Marvel con el excapitán de Marvel archivillano Adán Negro como el foco central, se introdujo en las páginas del libro de historietas DC semanales 52.
- Black Adam: Un protegido renegado egipcio mayor del mago Shazam, quien fue el primero en recibir superpoderes del mago. Adán finalmente llegó a abusar de su poder y se convirtió en un tirano. Shazam volvió a castigar a Adam con el exilio al espacio profundo (en los cómics originales de Fawcett) o con la muerte (en los cómics modernos de DC). Regresa a la Tierra (o a la vida) después de que Shazam nombra al Capitán Marvel como su nuevo sucesor, y pronto se estableció como el enemigo más poderoso del Capitán Marvel en habilidades físicas. En la continuidad posterior de DC, Black Adam se unió a la Sociedad de la Justicia de América, afirmando haberse reformado, y luego se volvió contra la Sociedad de la Justicia utilizando a algunos de sus asociados más jóvenes para ayudarlo a derrocar al gobierno de su país de origen, el mítico Kahndaq. Adam fue uno de los personajes principales de la maxiserie semanal 52 de DC, que siguió a sus intentos de establecerse como un héroe, lo que lo llevó a crear una "Familia Marvel" propia, que incluía a su superpoderosa esposa Isis y su propio "Capitán Marvel Jr.", Osiris. En la continuidad actual de "New 52", Black Adam fue un antiguo esclavo de Kahndaqi en la antigüedad a quien se le otorgó el poder de Shazam junto con su joven sobrino, a quien mata por no compartir su gusto por la venganza contra sus enemigos. Adam mata a los miembros del Consejo de Magos de la Tierra, excepto al mago Shazam, quien lo encarceló y ocultó la magia hasta que Adam fue liberado por el Doctor Sivana en los tiempos modernos.

- Isis: La superheroína Isis se creó originalmente para la televisión de acción en vivo para protagonizar el programa de televisión The Secrets of Isis de Filmation, una serie hermana de la adaptación de Filmation de!. Isis se asoció con el Capitán Marvel en ocasiones tanto en televisión como en cómics, y protagonizó brevemente un cómic de DC con licencia a fines de la década de 1970. En 2006, DC Comics creó una nueva Isis no relacionada y la introdujo en el Universo DC. Esta Isis es el alter ego de Adrianna Tomaz, originalmente una esclava de Egipto ofrecida a Black Adam por el grupo terrorista Intergang como muestra para ganarse su favor. Aunque Adam trató con dureza a los esclavistas y mató a uno de ellos, Adrianna se convirtió en el interés amoroso de Adam y lo convirtió en una figura más misericordiosa, y se le otorgó un amuleto especial que le permitió convertirse en el avatar de la diosa egipcia. Adam se casó con Isis, pero su muerte a manos de los Cuatro Jinetes de Apokolips lo llevó a un ataque de asesinato en masa. Al final de la miniserie Black Adam: The Dark Age en 2007, Isis es resucitada por Félix Fausto. Sin embargo, la terrible experiencia de su muerte y los muchos meses que pasó como una esclava con el cerebro lavado, abusada rutinariamente por Fausto, la dejaron mucho más fría y despiadada que antes, haciéndola incluso menos misericordiosa que su esposo. En la continuidad actual de "New 52", Adrianna Tomaz es una pacífica luchadora por la libertad que ayuda a su hermano Amon a resucitar a Black Adam después de su derrota a manos del superhéroe Shazam.[9]

- Osiris: El adolescente Osiris es Amon Tomaz, el hermano perdido de Adrianna que fue secuestrado, esclavizado y lisiado por Intergang. Adam compartió sus poderes con Amon, lo que le permitió transformarse en el superpoderoso Osiris al decir el nombre "Black Adam". Osiris fue asesinado por su compañero de confianza, Sobek, el cocodrilo parlante, que se reveló como Famine, uno de los Cuatro Jinetes. Durante el evento cruzado de 2009-2010 Blackest Night, Osiris resucitó junto con otros héroes, y luego resucitó como White Lantern, con el propósito de liberar a Isis, para lo cual se une a los nuevos Titanes. En la continuidad actual de "New 52", Amon Tomaz es un luchador por la libertad rebelde que ayuda a resucitar a Black Adam después de su derrota a manos del superhéroe Shazam.[9]

- Sobek: Sobek es un cocodrilo humanoide inteligente, creado y abandonado por la familia Sivana, que se hace amigo de la familia Black Marvel durante la maxi-serie 52 después de escapar de su jaula en el complejo Sivana. A pesar de su apariencia monstruosa, el personaje es retratado como tímido, manso y bondadoso, lo que lo convierte en el análogo de Tawky Tawny de la Familia Black Marvel. Sobek revela un lado más aterrador en 52 Semana 43, cuando convenció a un angustiado Osiris para que cambiara a su forma mortal, y de repente lo mató y lo devoró. Sobek se reveló en la Semana 44 como el Cuarto Jinete, Hambruna. Parecía haber sido asesinado por Black Adam tanto en defensa propia como en venganza, pero reaparece en la miniserie 52 Aftermath: The Four Horsemen reencarnado como una hiena humanoide con partes cibernéticas.

## Aliados de la Familia Shazam

### Introducido durante la Edad de Oro (1939-1953)
- El Mago Shazam. Aunque muere según lo profetizado después de darle a Billy el poder de convertirse en el Capitán Marvel, el espíritu de Shazam permanece como el vigilante de la Roca de la Eternidad. Su poder varía en las diferentes historias. En la continuidad de la década de 1990 y 2000, Shazam no muere después de otorgarle a Billy sus poderes, y era un personaje mucho más activo de lo que era durante las aventuras de la Edad de Oro de la familia Marvel. En la continuidad actual de "New 52", Shazam, conocido por la mayoría como "The Wizard", cuyo verdadero nombre es Mamaragan, fue uno de los primeros humanos en la Tierra en ejercer la magia en la antigüedad, y se convierte en el presidente del Consejo de Eternidad. Después de la traición de Adán Negro, los compatriotas de Shazam en el Consejo son asesinados y, como miembro restante, encarcela a Adán y esconde la magia del mundo.

- Sr. Sterling Morris - El presidente de Amalgamated Broadcasting, los propietarios de Station WHIZ y el empleador de Billy. Se estrena en la primera historia de Capitán Marvel en Whiz Comics # 2.

- Beautia y Magnificus Sivana: Beautia, la bella hija adulta del Doctor Sivana, compartió la pasión de su padre por la dominación mundial hasta que se encontró y se enamoró del Capitán Marvel. Ella está enamorada no correspondida del tímido Capitán, sin darse cuenta de que en realidad solo es un niño. Beautia apareció por primera vez en Whiz Comics # 3b en 1940.[10] Su hermano Magnificus también es generalmente representado como un aliado de la Familia Marvel, aunque en su única aparición en la Edad de Oro (Whizz Comics # 15, 1941), Magnificus era súper fuerte y luchó Capitán Marvel de mano en mano.

- "Músculos" McGinnis: el antagonista de una historia incluida en Captain Marvel Adventures # 3 (1941), el gánster más duro de la ciudad que posee una fuerza enorme. "Músculos" McGinnis promete ir directamente después de ser derrotado por el Capitán Marvel cuando trata de hacerse cargo de la Estación WHIZ, ya que siente que el crimen opuesto es mucho más fuerte. ¡El personaje fue reintroducido como un personaje recurrente en el Poder de Shazam! Serie de la década de 1990, en la que "Músculos" se había reformado para convertirse en un policía encubierto y un aliado frecuente del Capitán Marvel.

- Steamboat - En las historias de Fawcett de la década de 1940, Steamboat es el valet afroamericano de Billy Batson. Representado como cobardes y serviles, Steamboat acompañado con Billy y el Capitán Marvel en muchas de sus aventuras después de su primera aparición en los tebeos más grandes de Estados Unidos nº 3 en 1941. dibujado de forma racialmente estereotipado y hablar con un estereotipo dialecto negro, Steamboat se retiró del capitán, las historias de Marvel después de los Youth Builders, un grupo diverso de estudiantes de la ciudad de Nueva York y Filadelfia, protestaron por el uso del personaje en 1945.[11]

- Cissie Sommerly - la novia de Billy Batson y la sobrina de Sterling Morris. Aparece por primera vez en Captain Marvel Adventures # 12 (1942).

- El tío Dudley / Tío Marvel. Durante la Edad de Oro, un anciano llamado Dudley (que fue claramente el modelo de WC Fields; afirmó que no solo era un pariente de los marvels, pero también una maravilla sí mismo, aunque no era cierto. Independientemente, las maravillas que le gustó a él y decidió al humor de su pretensión, y "tío" Dudley se convirtió en el tío Marvel, gerente de la Familia Marvel. Que haría su "transformación", junto con uno o más de los demás, pero no por arte de magia, sino mediante la rápida eliminación de la ruptura de un prendas de vestir (bajo la cubierta de un rayo que la Marvel real (s) por llamada) para revelar su traje de Marvel casera debajo. Explicó su falta de superpoderes al afirmar que sufría de "shazambago". Su sobrina Pecas Marvel fue un compañero irregular de Mary Marvel en sus aventuras en solitario Golden Age. En la continuidad moderna, Dudley H. Dudley es simplemente un portero en la escuela de Billy, que se ve envuelto en las aventuras de la familia de Marvel, aunque en una historia que estaba cedido provisionalmente por el aliado de superpotencias de Shazam Ibis el Invencible para ayudar a reunir a los Siete Enemigos Mortales del Hombre.[12]

- Mr. Tawky Tawny. Un tigre humanoide pensante que, en la continuidad de Edad de Oro, quiere vivir entre los seres humanos en la civilización en lugar de en la naturaleza o el zoológico. Como tal, es típicamente vestido con un traje de chaqueta de tweed y por lo general lleva a sí mismo de una manera digna formal. La de hoy en día Tawky Tawny era un muñeco de peluche de tigre que fue animado por el Señor Satanus para ayudar a la familia Marvel en su batalla contra Blaze hermana Satanus's. Se describe a sí mismo como un "pooka" (PUCA), que es una criatura mágica de la mitología celta. Él solo aparece como un ser animado a Billy, Mary y más tarde Dudley, (mucho más de la misma manera que Hobbes solo parece sensible a Calvino en Calvin y Hobbes). Mister Tawky Tawny se hizo de forma permanente por el poder real de Ibis el Invencible. En Las Pruebas de Shazam! # 10 (2008), Tawny revela que la Décima Edad de la Magia le ha dado la capacidad de cambiar en un sable gigante tigre dientes. En la miniserie de la crisis de 2008/2009 final, Tawny asoció con Freddy Freeman para ayudar a detener el entonces mal Mary Marvel. Luchó y mató a una forma de tigre del hijo de Darkseid, Kalibak, ganando control sobre el ejército de tigre que una vez mandado. En la continuidad de la variante en la miniserie, Shazam!: The Monster Society of Evil, y su continuo seguimiento de la serie, Billy Batson y la magia de Shazam, Tawny es un Shapeshifter benévolo que prefiere convertirse en un tigre, cuando proceda. Como él es un socio cercano a la asistente de Shazam, que tiene en parte el acceso a su magia, que el doctor Sivana explotados como parte de un plan para derrotar a las maravillas.

### Introducido en la Edad de Bronce (1970-1985)
- Kid Eternity: En DC pre-Crisis on Infinite continuidad de Tierras, Kid Eternity ( "Christopher" Kit "Freeman) es el largo tiempo perdido hermano de Freddy Freeman / Captain Marvel Jr. (un retcon hizo porque ambos personajes comparten el mismo apellido, aunque cada uno fue creado originalmente por y publicado por una empresa distinta de cómics: Fawcett Comics de Captain Marvel, Jr., y cómics de calidad para Kid Eternity). Un niño resucitado con el poder de convocar a figuras de fallecidos desde la eternidad para que le ayude en la lucha contra mal, Kid Eternity menudo unido sus fuerzas con las maravillas, en las primeras aventuras de la década de 1980 Shazam! de World's Finest Comics.

### Presentado después de Crisis en las Tierras Infinitas (1986-2011)
- Miss Wormwood - ¡En la década de 1990 el poder de Shazam! Los cómics, el maestro de escuela de Billy (y luego el director), se presentan como el estereotipo típico de "maestro medio". La nombran después del maestro de escuela de Calvin en la tira cómica de Bill Watterson. Calvin y Hobbes.

- Nick y Nora Bromfield. En la continuidad moderna, los padres adoptivos de Mary Batson, quien adoptó a su través de medios ilegales después de su limpieza, Sarah Primm, trajo al niño a ellos (Primm salvó a María de su secuestrador, el hermano de Primm, Theo Adam). Nora Bromfield era primo de Billy y madre de María, pero decidió no decirle a María sobre su verdadera familia. El Bromfields finalmente ganaría el derecho a adoptar legalmente a Mary y Billy, dando a los niños una estructura familiar tradicional de nuevo. La pareja recibió el nombre de Nick y Nora Charles de la serie Thin Man película.  * "Músculos" McGinnis. El antagonista de una historia incluido en el Capitán Marvel Adventures # 3 (1941), gánster duro "Músculos" McGinnis promete ir directamente después de ser derrotado por el Capitán Marvel. El personaje volvió como un personaje secundario recurrente en el poder de Shazam! la serie de la década de 1990, en la que "Músculos" se había hecho reformada para convertirse en un policía encubierto y un aliado frecuente del Capitán Marvel.

### Presentado después de Flashpoint (2011-presente)
- Victor y Rosa Vásquez - Los padres de crianza de los seis niños de la Familia Shazam; una pareja de clase trabajadora que había crecido como hijos adoptivos ellos mismos. Los Vásquez debutaron en el reinicio de Shazam de Geoff Johns y Gary Frank en 2012-13.

## Otras versiones
En el último número de 52, se revela un nuevo Multiverso, originalmente compuesto por 52 realidades idénticas. Entre las realidades paralelas mostradas se encuentra una designada "Tierra-5". Como resultado de que Mister Mind "come" los aspectos de esta realidad, adopta aspectos visuales similares a los de Pre-Crisis Tierra-S, incluidos los personajes de la Familia Marvel. Los nombres de los personajes no se mencionan en el panel en el que aparecen, pero aparecen caracteres visualmente similares a la familia Marvel. También hay una versión alternativa de Green Lantern Hal Jordan que también existe en la Tierra-5 a lo largo de la Familia Marvel.
Basado en los comentarios del escritor de DC Grant Morrison, este universo alternativo no es el anterior a la Crisis Tierra-S.

## En otros medios

### Televisión
- ¡La Familia Marvel protagoniza a Shazam! segmentos de la serie de dibujos animados del sábado por la mañana de 1981, The Kid Super Power Hour con Shazam!
- La Familia Marvel (Capitán Marvel, Mary Marvel y Capitán Marvel Jr.) aparecen en el episodio de Batman: The Brave and the Bold "The Malicious Mr. Mind!".[15] Batman y la familia Marvel se enfrentan contra la Monster Society of Evil, que primero es dirigida por el Doctor Sivana y luego por el Sr. Mind.

### Película

#### Animación
- En Justice League: Crisis on Two Earths, una película animada de 2010 producida por Warner Bros. Animation, Superwoman es la jefa de tres "Made-Men" nombrados Super Family con su propio disfraz, criminales de bajo nivel (Cada jefe de Sindicato del Crimen Tiene equipos de varios compinches). Ella compartió sus poderes con estos 3 hombres, que se parecen al Capitán Marvel, al Tío Dudley Marvel y al Capitán Marvel Jr. y Mary Marvel. Se llaman Capitán Super, Tío Super, Capitán Super, Jr. y Mary Mayhem.
- La versión del universo Flashpoint de la Familia Shazam (Billy, Mary, Freddy, Pedro, Eugene y Darla) aparece en Justice League: The Flashpoint Paradox, la adaptación animada de 2013 de la miniserie de cómics Flashpoint de Warner Bros. Animation.
- En Justice League: War, Freddy y Darla tienen un cameo cuando atraparon a Billy volviendo a casa a escondidas después de que Billy se escabulló a un Football, a pesar de las advertencias de que la gente estaba desapareciendo. Ellos son testigos de cómo Billy se transforma y despega.

#### DC Extended Universe
- Billy Batson / Shazam y las identidades civiles de la Familia Shazam (Mary, Freddy, Pedro, Eugene y Darla) se presentarán en el próximo largometraje Shazam! de DC Extended Universe (2019), producido por New Line Cinema y Warner Bros. Pictures. La película presentará a Zachary Levi como Shazam, Asher Angel como Billy, Grace Fulton y Michelle Borth como Mary, Jack Dylan Grazer y Adam Brody como Freddy, Ian Chen y Ross Butler como Eugene, Jovan Armand y D. J. Cotrona como Pedro, y Faithe Herman y Meagan Good como Darla.[16] Mary, Freddy, Eugene, Pedro y Darla son los primeros en ver a Billy en su familia acogida. Freddy y Darla son los primeros en descubrir que Billy Batson es Shazam y los demás lo descubrirán más tarde. Pedro fue quien descubrió que la madre biológica de Billy, Marilyn, está a dos paradas del metro. Mientras intentaban escapar del Doctor Sivana, Billy estaba a punto de rendirse a Sivana para darle los poderes, pero recuerda las palabras del Mago, y Billy toma el bastón de Sivana y lo usa para compartir sus poderes, transformando a sus hermanos en superhéroes adultos como él, antes de romper el bastón. Después de que la Familia Shazam luchan contra los Siete Enemigos Mortales del Hombre, Shazam le quita el Ojo del Pecado a Sivana, dejándolo imponente para recapturar los Siete Pecados. Billy y su familia son aclamados como héroes y devuelven el Ojo y a los Pecados a sus prisiones, Billy y sus hermanos se dieron cuenta de que la ahora vacante Roca de la Eternidad podría ser su nueva guarida y base de operaciones.
- La Familia Shazam aparece en Shazam! Fury of the Gods (2023). Billy, Mary, Freddy, Eugene, Pedro y Darla como héroes protegen su ciudad, pero difícilmente trabajan bien como equipo al dejar que un puente se derrumbe, y de que ellos se están distanciando mucho. Al investigar sobre los Dioses en la Biblioteca de la Eternidad, descubierta por Pedro, los hermanos también saben que Billy rompió el bastón tras la pelea contra Sivana e hizo que la barrera se eliminara entre el Reino de los Dioses hasta su mundo. Cuando ellos se enfrentan a las Hijas de Atlas, Hespera, Calipso y Anthea, los 5 hermanos (excepto Billy), pierden sus poderes siendo arrebatados por Calipso, quien posee el bastón del Mago Shazam impidiéndole tomar la Manzana dorada, la semilla del Árbol de la Vida, y fracasaron. Mary, Eugene, Pedro, Darla y el Mago al no tener poderes, deciden ayudar a Billy y montan unicornios para defenderse de los monstruos de Calipso que atacan la ciudad. Después de la derrota de Calipso y su ejército de monstruos, Billy se sacrificó y fue llevado al reino de Anthea para su funeral, hasta que ven a Wonder Woman, que usa el bastón del Mago para revivir el Reino de los Dioses, Anthea en recuperar sus poderes y resucitar a Billy, volviendo a estar con su familia y también para restaurar los poderes de sus hermanos. De regreso a casa, Anthea se muda con la familia y el Mago se va a explorar el mundo.

### Videojuegos
- En la Familia Shazam están incluidos en uno de los paquetes DLC para Lego DC Super-Villains. Basado en la película Shazam!, "Shazam! Movie Level Pack 1 & 2" se divide en 'Sivana Escape', que se centra en la confrontación de Shazam con Sivana en los grandes almacenes, y 'Sivana Showdown', que se centra en la pelea final de la familia con el Doctor Sivana y los Siete Pecados Mortales en la feria de Navidad. La compra de estos DLC desbloquea todas las versiones de la película de la Familia Marvel, así como sus homólogos de superhéroes.